# Wojciech Roszewski
Wojciech Roszewski (ur. 2 stycznia 1939 w Świnicach Warckich) – polski poeta, prozaik, eseista.

## Życiorys
Ukończył studia na Wydziale Filozoficzny Uniwersytetu Mikołaja Kopernika. Studiował również na Wydziale Matematyki, Fizyki i Chemii. Debiutował jako poeta na łamach dwutygodnika "Pomorze" w 1964 roku. Był pracownikiem naukowym na Uniwersytecie Mikołaja Kopernika. Od 1970 mieszka w Warszawie. Był redaktorem tygodników "Argumenty" i "Rzeczywistość".

## Twórczość
- Przez ogień
- Rodzaj wiedzy
- Kamień węgielny
- Opis nocy miłosnej
- Nasienie jemioły (Wydawnictwo Pojezierze, Olsztyn 1980)
- Zapis stanu lękowego
- Wieża Babel pokoleń
- Poza zasięgiem hipnozy
- Sąd nieostateczny